# Couvent de l'Ave-Maria
Pour les articles homonymes, voir Ave Maria.
Le couvent de l'Ave-Maria est un ancien couvent, situé rue de l'Ave-Maria, dans le quartier Saint-Gervais du 4e arrondissement de Paris.

## Situation
Ce couvent était construit dans un quadrilatère délimité par le rempart de Philippe Auguste, les rues Charlemagne, du Fauconnier et de l'Ave-Maria,,.

## Historique du couvent de l'Ave-Maria
Le roi Louis IX fit venir à Paris, avant 1264, quelques béguines, leur acheta une maison où il les plaça.
Progressivement occupé de 1264 à 1480 et après avoir accueilli 400 béguines, le grand béguinage de Paris, dédiée à sainte Catherine, ne renferma plus que trois religieuses. Louis XI et Charlotte de Savoie ordonnèrent que la maison s'appelât désormais « Ave-Maria, ou maison de la Tierce-Ordre, pénitence de M. Saint-François ».
Deux ans après on voulut introduire dans le couvent des clarisses. Cela déclencha un grand procès, mais le parlement, en enregistrant en 1482 une seconde fois les lettres patentes des religieuses du tiers-ordre, débouta les opposants, et remit toutes les choses à leur place. Les clarisses étant renommées pour leur vie sainte et pénitente, les béguines écrivirent à Metz pour qu'il leur en fût envoyé quatre, qui leur furent accordées.
À l'exemple des filles de Sainte-Claire de Metz, celles de l'Ave-Maria étaient conduites par des religieux de l'Observance de Saint-François de la province de France réformée. Leur église n’avait rien de remarquable si ce n'est les tombeaux des personnes illustres qui y avaient été inhumées.
Le plus remarquable de ces monuments était le mausolée de marbre où le sculpteur Simon Guillain avait représenté à genoux Charlotte-Catherine de La Trémoille, femme de Henri de Bourbon, prince de Condé, morte en 1629.
S'y trouvaient encore les tombeaux de Jeanne de Vivonne de la Chasteigneraye, femme de Claude de Clermont, seigneur de Dampierre, et de leur fille Claude Catherine de Clermont, duchesse de Retz, qui répondit en latin aux ambassadeurs de Pologne qui apportaient au duc d'Anjou le décret de l'élection à cette couronne. Angélique d'Estrées fut inhumée dans cette église. Mathieu Molé y était également inhumé.
Le couvent des filles Damiénistes de l'Ave-Maria fut supprimé en 1790.

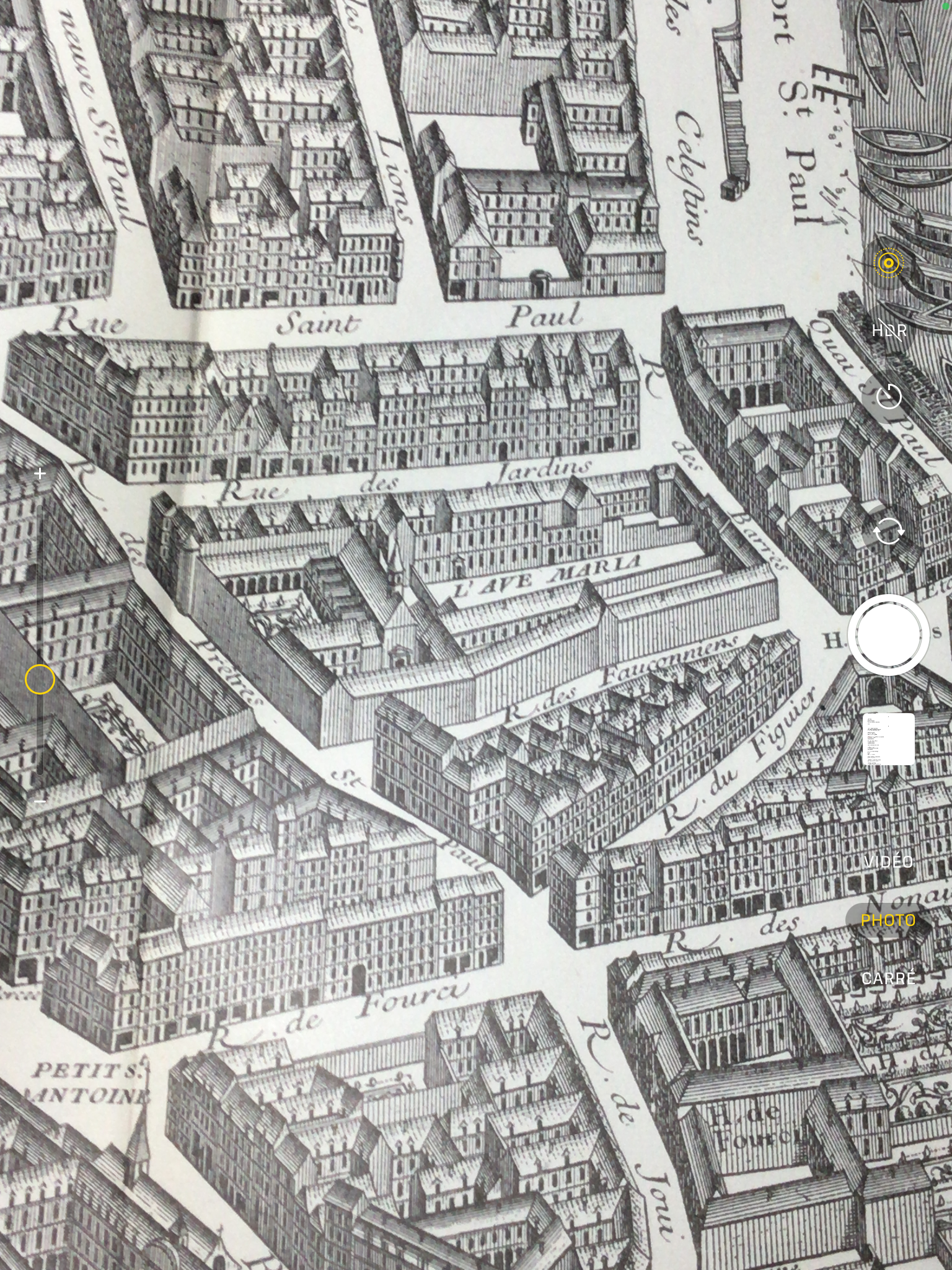
Le couvent de l'Ave-Maria (plan de Turgot).
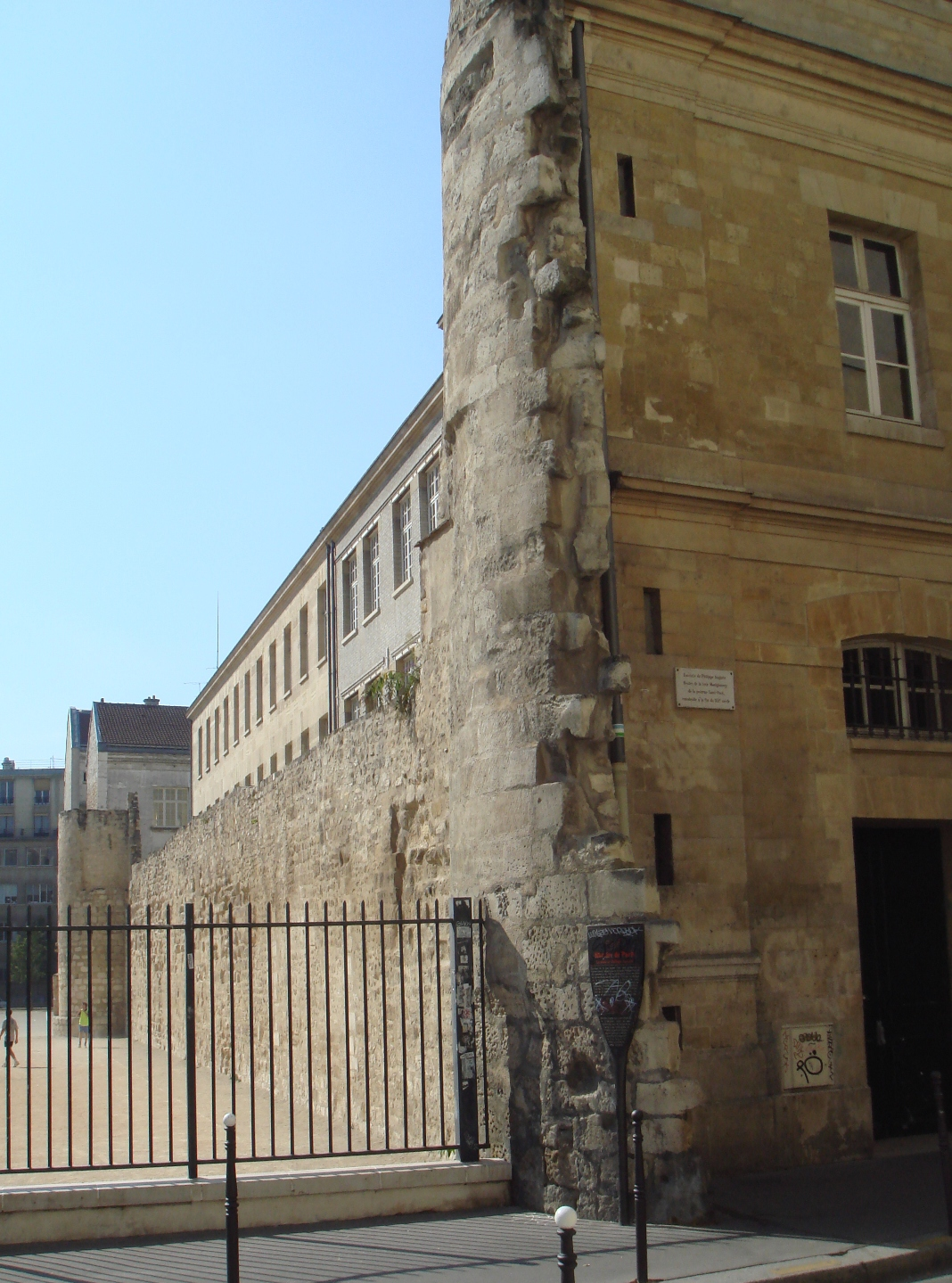
Ancienne enceinte qui marquait la limite du couvent à l'est.
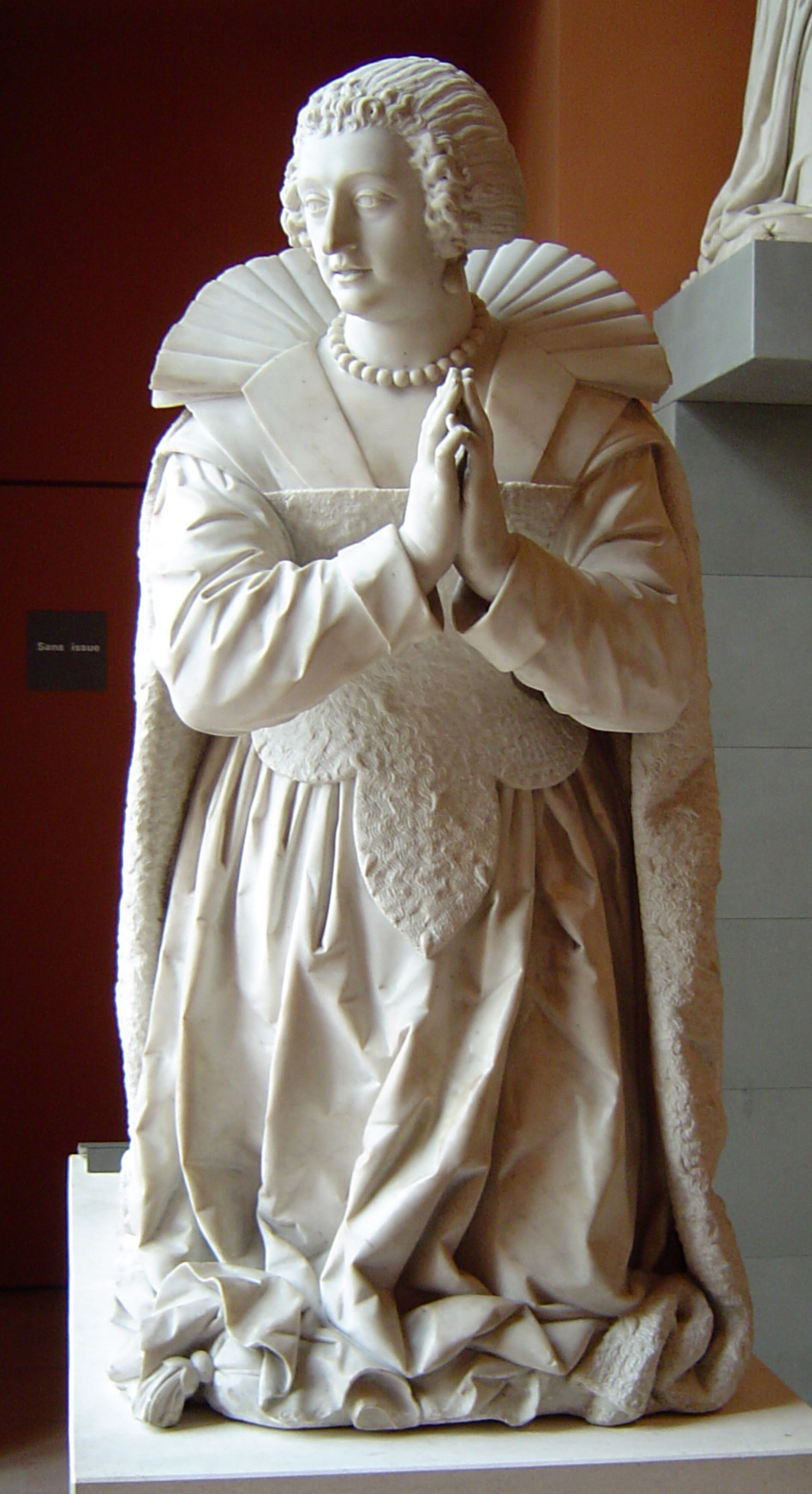
Statue orante (1629) par Simon Guillain, exécutée pour le monument funéraire de Charlotte-Catherine de La Trémoille au couvent de l'Ave-Maria, aujourd'hui au Louvre.

## Historique de la caserne de l'Ave-Maria
Le couvent fut transformé en caserne militaire pour la cavalerie puis pour l'infanterie et la chapelle devint une salle d'armes.
Utilisée jusqu'en 1868, les bâtiments furent démolis en 1878, la partie nord étant affectée à une annexe du lycée Charlemagne (actuel collège Charlemagne). Sur la partie sud est aménagé un marché provisoire. Un nouveau marché couvert est construit de l'autre côté de la rue et sur l'emplacement libéré est construite une école de filles (actuelle école primaire Charlemagne).